# Macrolepiota excoriata
Macrolepiota excoriata (Jacob Christian Schäffer, 1774 ex Meinhard Michael Moser, 1955 respectiv Solomon P. Wasser, 1978) sin. Lepiota excoriata (Jacob Christian Schäffer, 1774 ex Paul Kummer, 1871), denumită în popor ghebă de pășune, este o specie de ciuperci comestibile saprofite din încrengătura Basidiomycota în familia Agaricaceae și de genul Macrolepiota. Ea poate fi găsită în România, Basarabia și Bucovina de Nord în păduri de foioase luminoase, prin luminișuri sau pe marginea lor pe lângă carpeni, fagi și stejari, dar, de asemenea, îndepărtat de lemnoase în locuri ierboase, prin pășuni și ogoare, crescând solitară sau în grupuri mici. Timpul apariției este din (iunie) iulie până în octombrie (noiembrie).

## Taxonomie

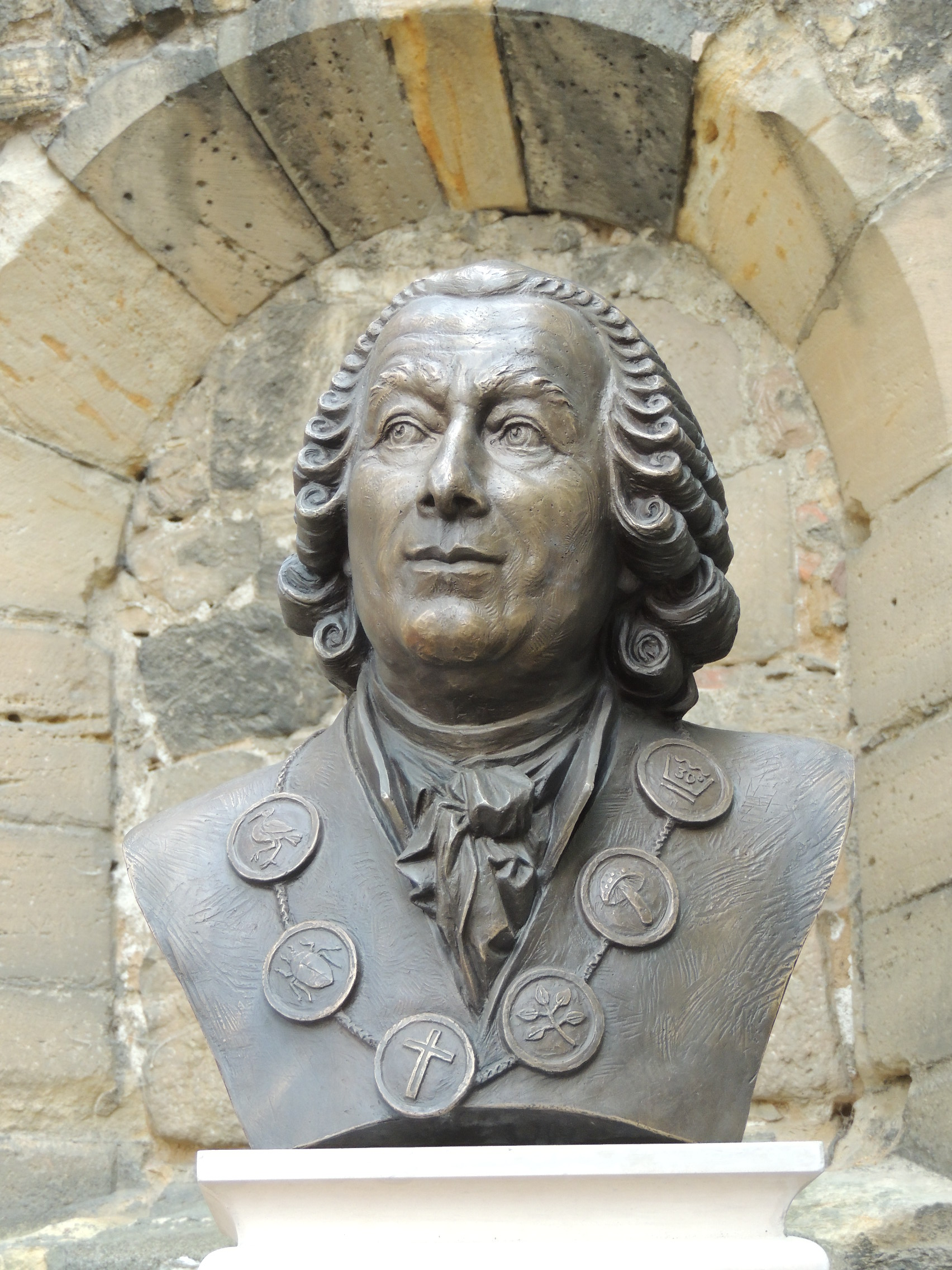
J. Chr. Schäffer

Numele binomial Agaricus excoriatus a fost creat de savantul german Jacob Christian Schäffer în volumul 4 al operei sale Fungorum qui in Bavaria et Palatinatu circa Ratisbonam nascuntur icones, nativis coloribus expressae din 1774, și atribuit genului Lepiota sub păstrarea epitetului de către compatriotul său Paul Kummer, de verificat în lucrarea acestuia Der Führer in die Pilzkunde: Anleitung zum methodischen, leichten und sicheren Bestimmen der in Deutschland vorkommenden Pilze mit Ausnahme der Schimmel- und allzu winzigen Schleim- und Kern-Pilzchen din 1871.
În sfârșit, renumitul micolog austriac Meinhard Michael Moser a transferat soiul la genul Macrolepiota în volumul II b al publicației sale Kleine Kryptogamenflora von Mitteleuropa - Die Blätter- und Baumpilze (Agaricales und Gastromycetes)  din 1955, taxon valabil până în prezent (2019), pentru unii conform descrierii lui Moser, pentru alții celei reeditate de botanistului ucrainiano-israelian Solomon P. Wasser (n. 1946) sub același nume, de citit în volumul 5 al jurnalului botanic Ukrain'sky botanichnyi  zhurnal din 1978.
Toate celelalte încercări de redenumire precum variațiile descrise sunt acceptate drept sinonime.

## Descriere

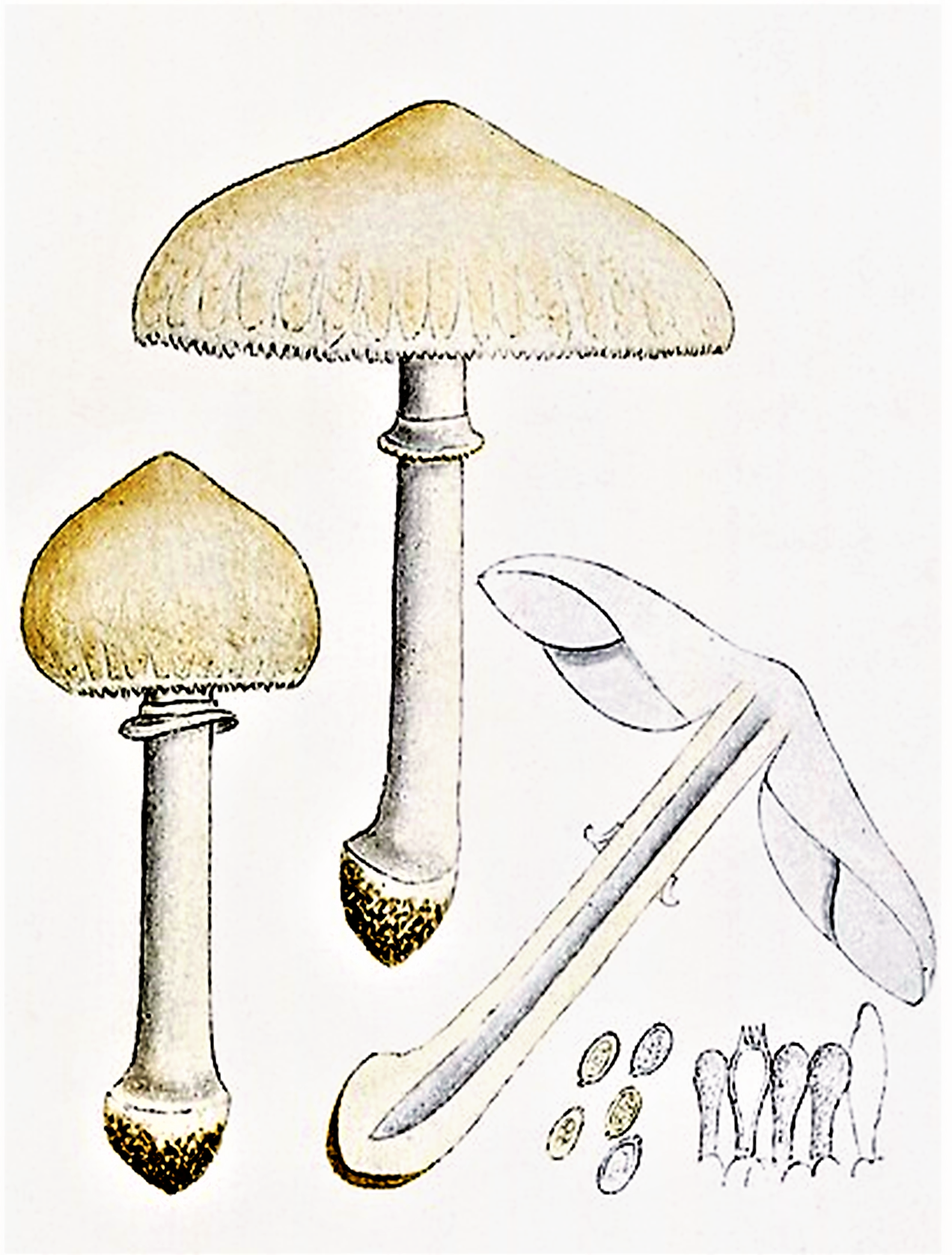
Bres.: Lepiota excoriata

Ordinul Agaricales este de diversificare foarte veche (între 178 și 139 milioane de ani), începând din timpul perioadei geologice în Jurasic în diferență de exemplu cu genul Boletus (între 44 și 34 milioane de ani).
- Pălăria: are un diametru de 8-15 cm, este inițial ovoidală, aproape rotundă sau în formă de clopot, cu marginea răsucită spre interior, apoi aplatizată, în centru netedă, rar ușor cocoșată și acolo gri-maronie, la margine cu rămășițe ale vălului parțial care atârnă în jos. Cuticula albicioasă până cremoasă este presărată în tinerețe cu solzișori mici, neregulați, aproape de culoarea pălăriei care devin cu maturitatea grosolan scămoși, schimbând culoarea la bej până maroniu.
- Lamelele: sunt albicioase, aglomerate, înghesuite, bulboase, moi și libere, muchiile de aceeași culoare fiind fin ciliate.
- Piciorul: dezvoltă o lungime de 10-14 cm, având un diametru de  maximal 1,3 cm, este alb, fibros și dur, la început împăiat, apoi gol în interior, schimbând de la neted spre aspru fibros pe suprafață, mai departe cilindric, puțin subțiat spre vârf, arătând un mic bulb la bază și fără aspect viperin. El are un inel simplu, îngust, liber și mobil, învelit (de acea adesea cu aspect dublu), cu o lizieră fibros-zdrențuroasă. De la manșetă spre pălărie tija este fin înrourată, iar bronzând spre bază.
- Carnea: este fragedă și ceva moale în pălărie, în picior fibroasă și tare, fiind de culoare albă, mai târziu gri-albicioasă care nu se schimbă la aer. Carnea are un miros plăcut și un gust savuros, ceva de alune.[3][4][10]
- Caracteristici microscopice: are spori elipsoidali și hialini (translucizi), având o mărime de 15-17 x 9-10 microni. Pulberea lor este albă. Basidiile (organe sporifere care produc spori exogeni) clavate și bonte spre sus cu 4 sterigme fiecare măsoară 35-40 x 10-12 microni. Cistidele (elemente sterile situate în stratul himenal sau printre celulele din pielița pălăriei și a piciorului, probabil cu rol de excreție) sunt fusiforme și ascutițe spre vârf.[11]
- Reacții chimice: nu sunt cunoscute.[3][4][12]

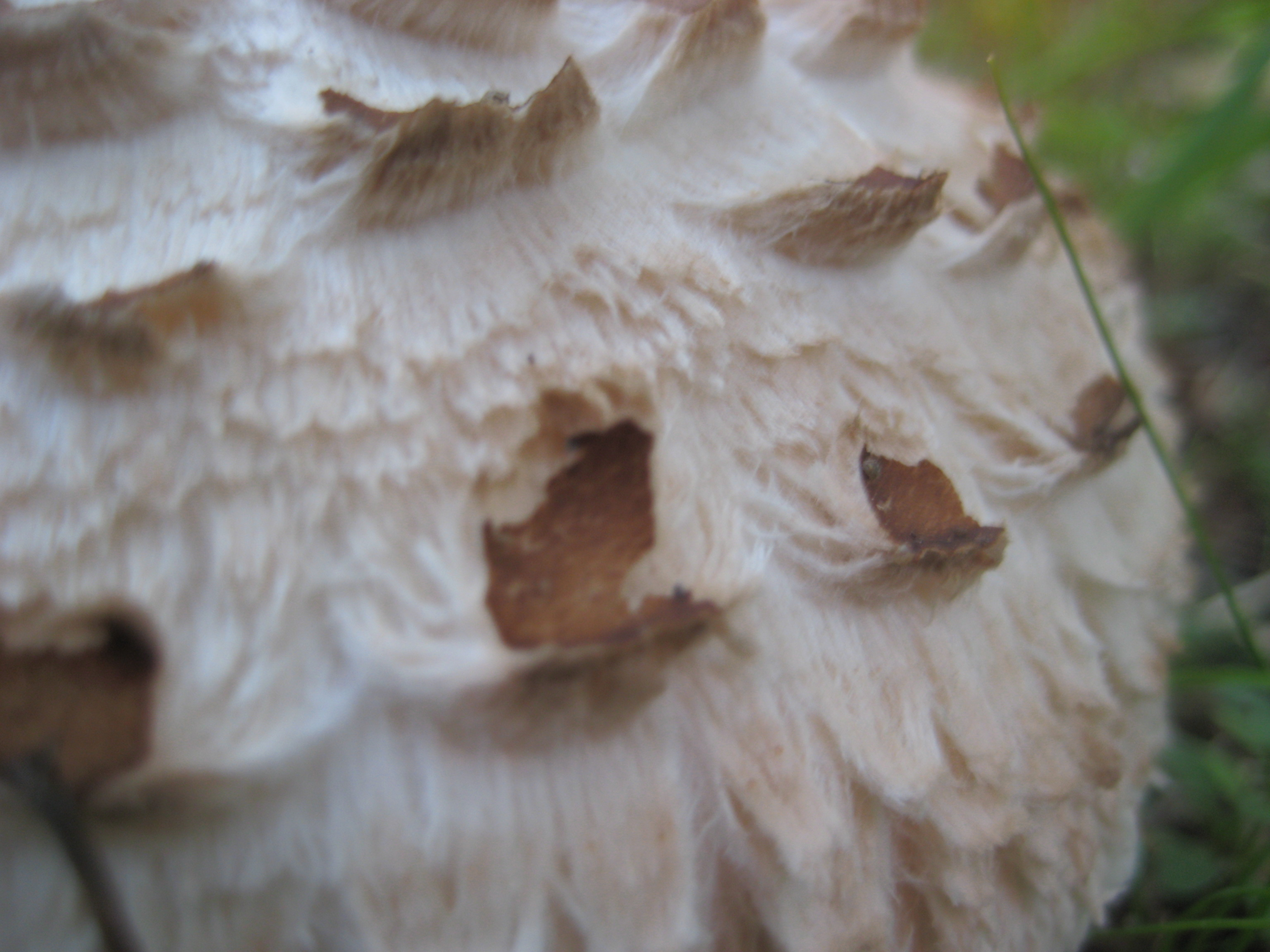
M. excoriata, cuticulă
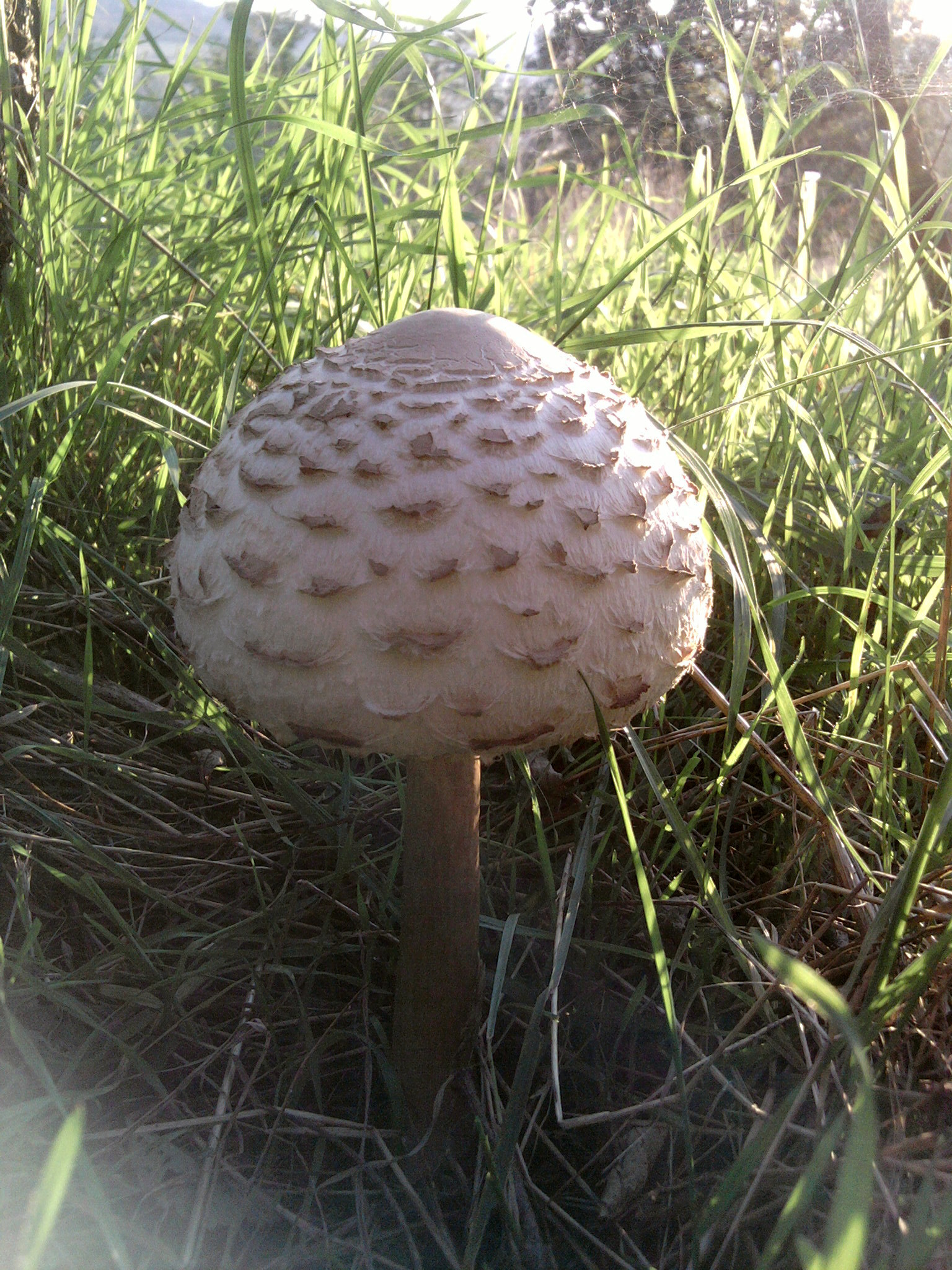
M. excoriata tânără
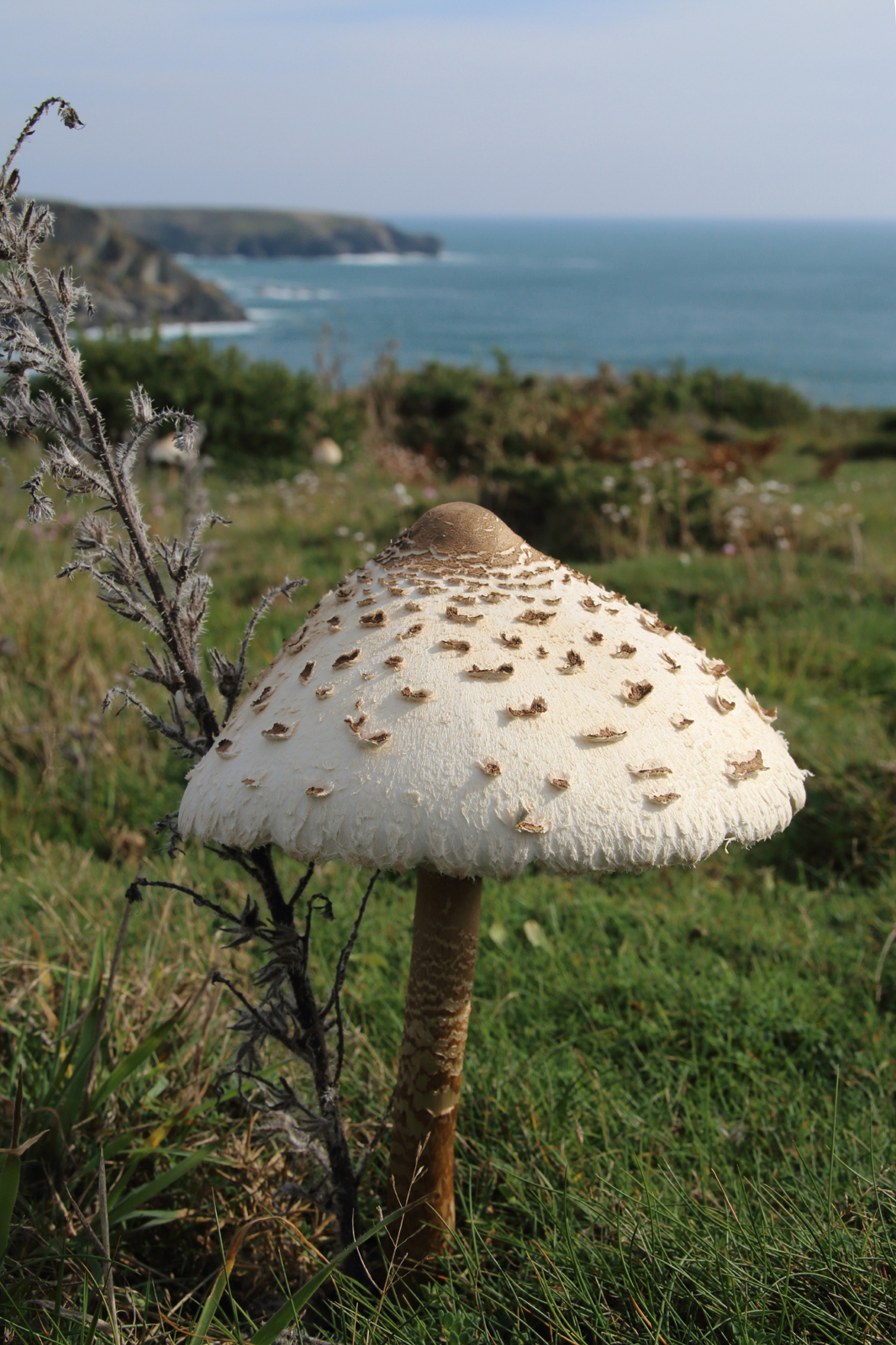
M. excoriata matură
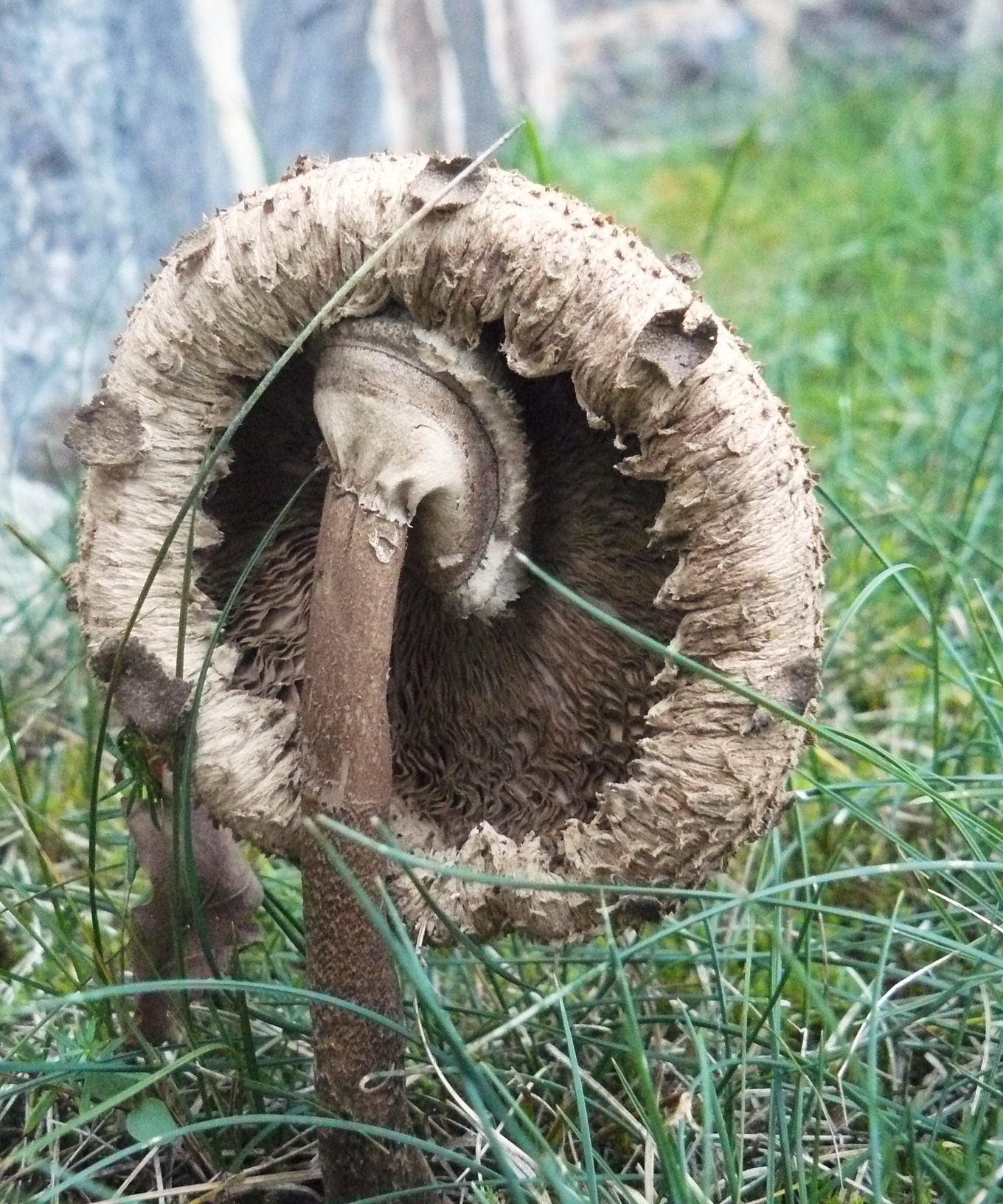
M. excoriata bătrână
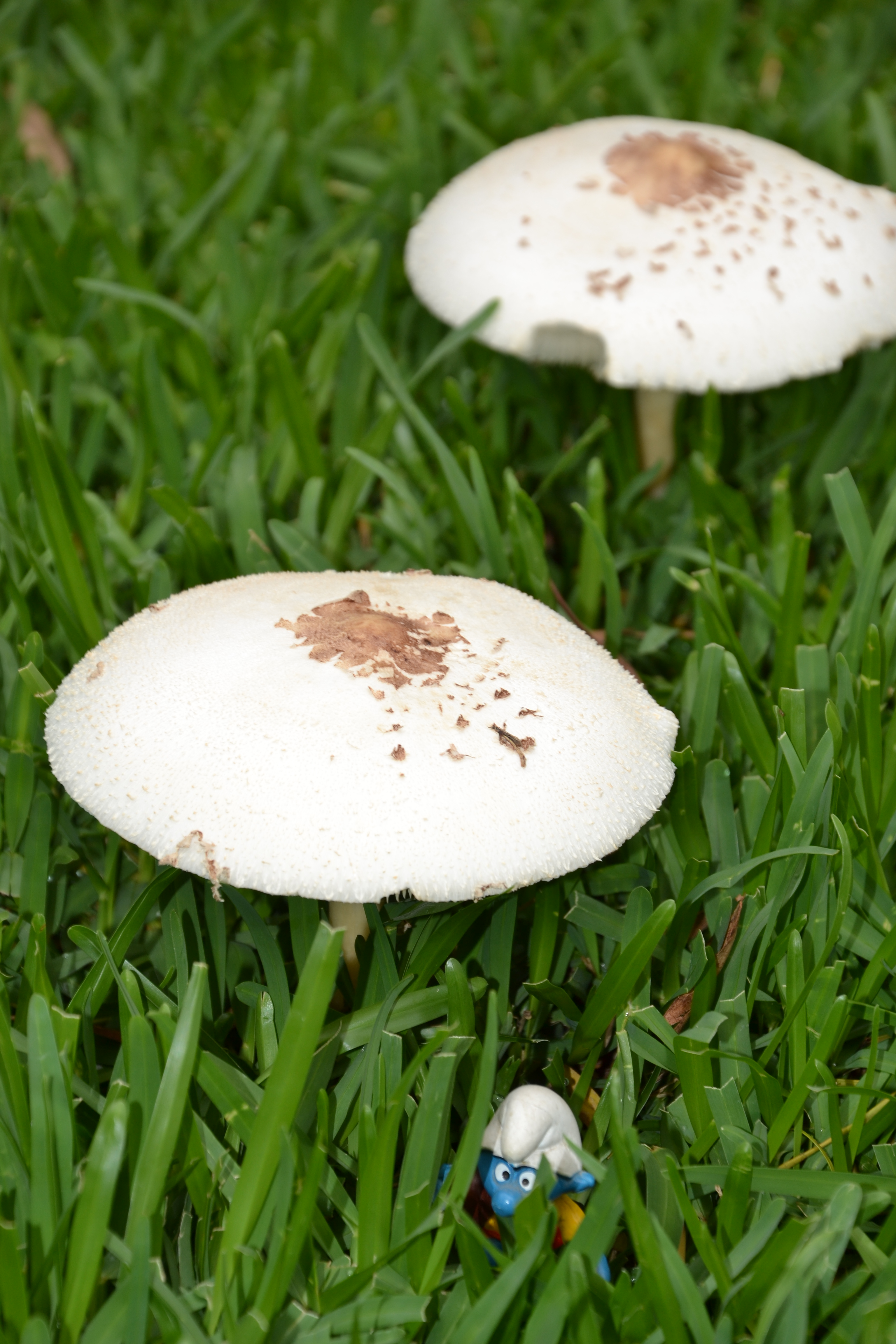
M. excoriata mai albicioase

## Confuzii
Există mai mulți bureți comestibili, dar de asemenea otrăvitori, din genul Macrolepiota sau Lepiota, care pot fi confundați cu nana de pădure, în special în tinerețe. Ciupercile toxice aparțin cu toate soiului Lepiota și sunt, plin dezvoltate, mai mici. Exemple: Lepiota aspera (otrăvitor), Lepiota clypeolaria (otrăvitor), Lepiota felina (otrăvitor), Lepiota helveola(otrăvitor), Lepiota ignivolvata (comestibil), Lepiota haematosperma sin. Leucocoprinus Badhamii (comestibil), Lepiota naucina (comestibil), Macrolepiota affinis (comestibil), Macrolepiota gracilenta (comestibil), Macrolepiota mastoidea (comestibil), Macrolepiota olivascens (comestibil), Macrolepiota permixta (comestibil), Macrolepiota procera (comestibil), Macrolepiota puellaris (comestibil), Macrolepiota rachodes sin. Chlorophyllum rachodes (comestibil) sau Macrolepiota umbonata (comestibil).

## Specii asemănătoare

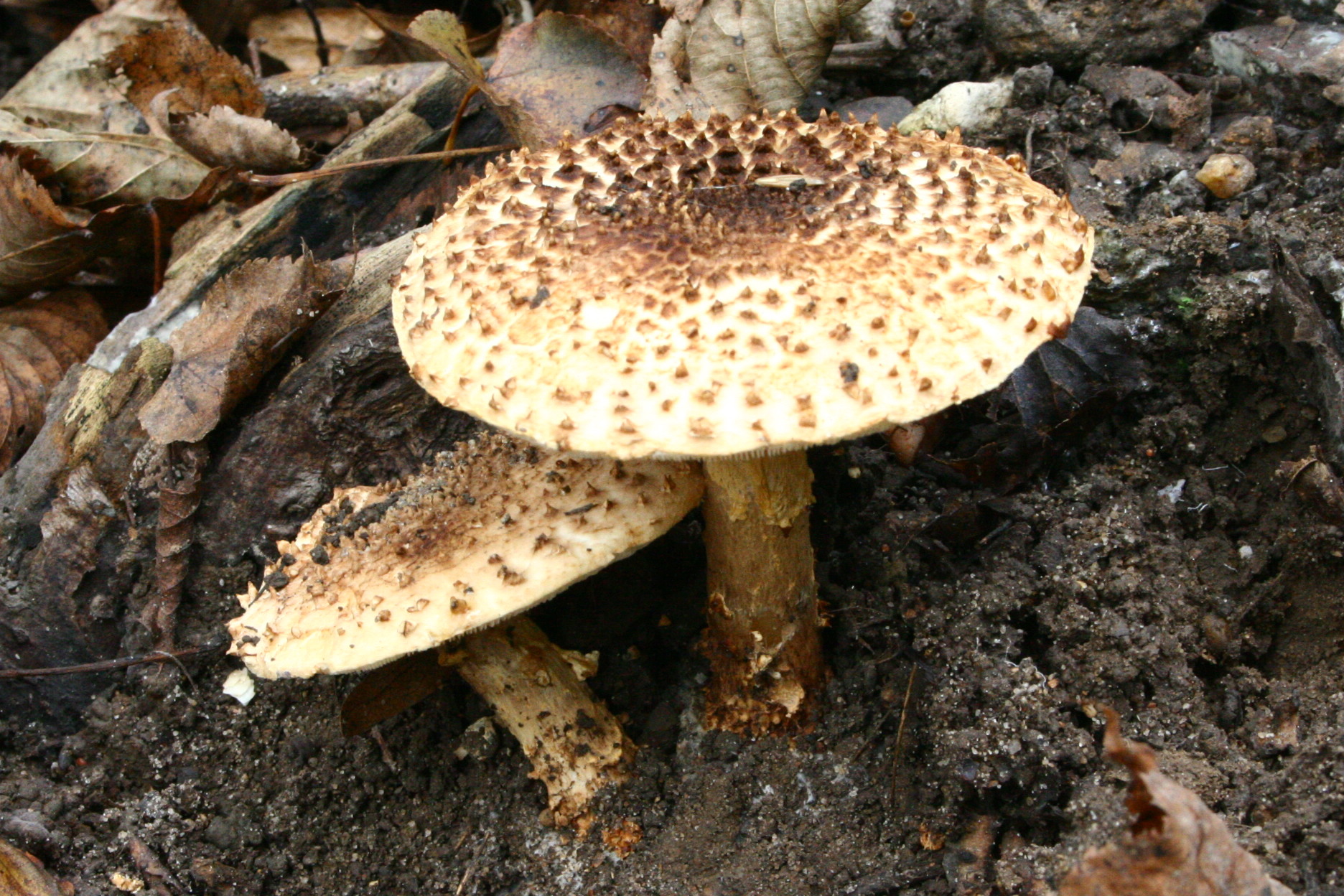
!! Lepiota aspera !!
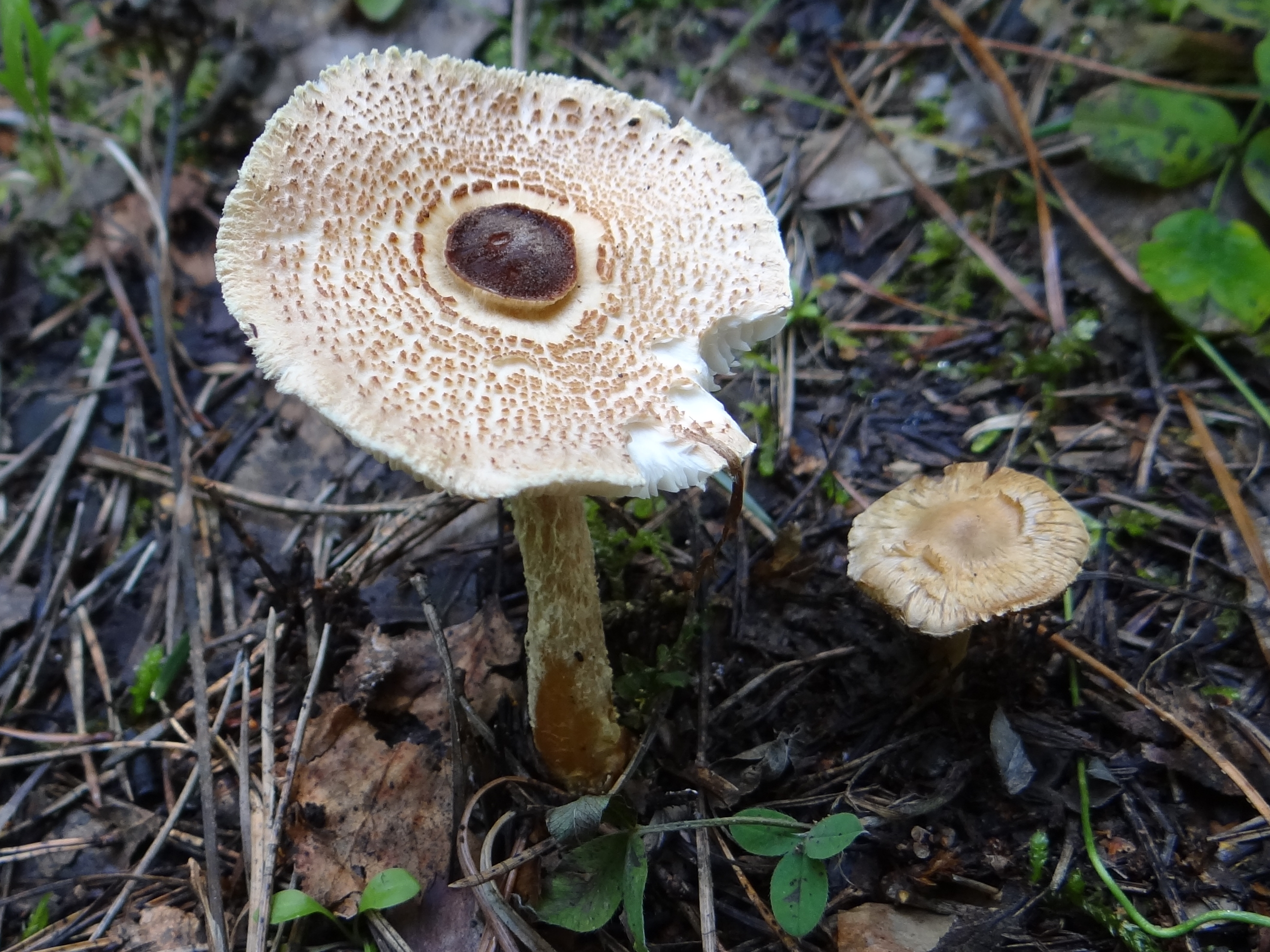
!! Lepiota clypeolaria !!
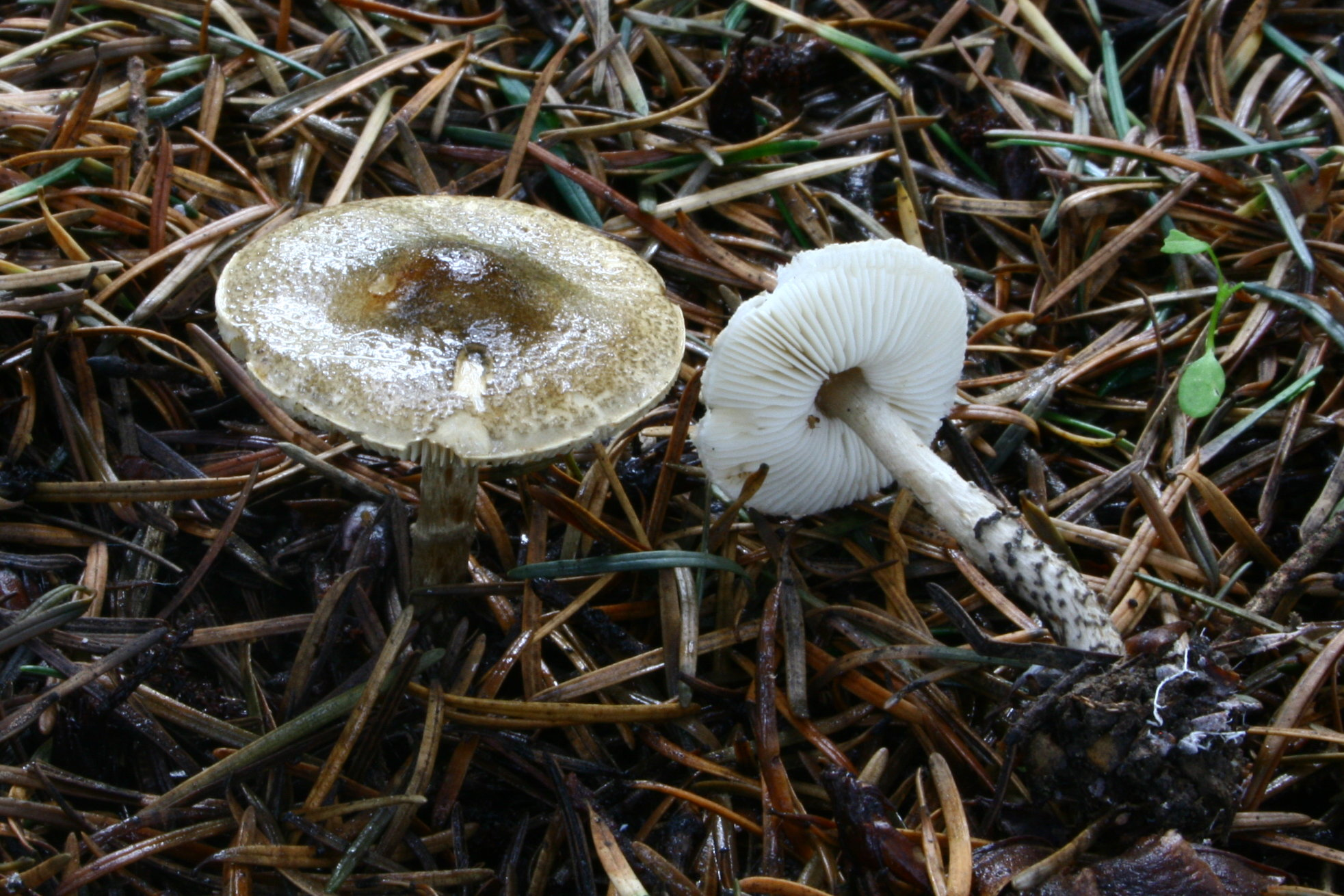
!! Lepiota felina !!
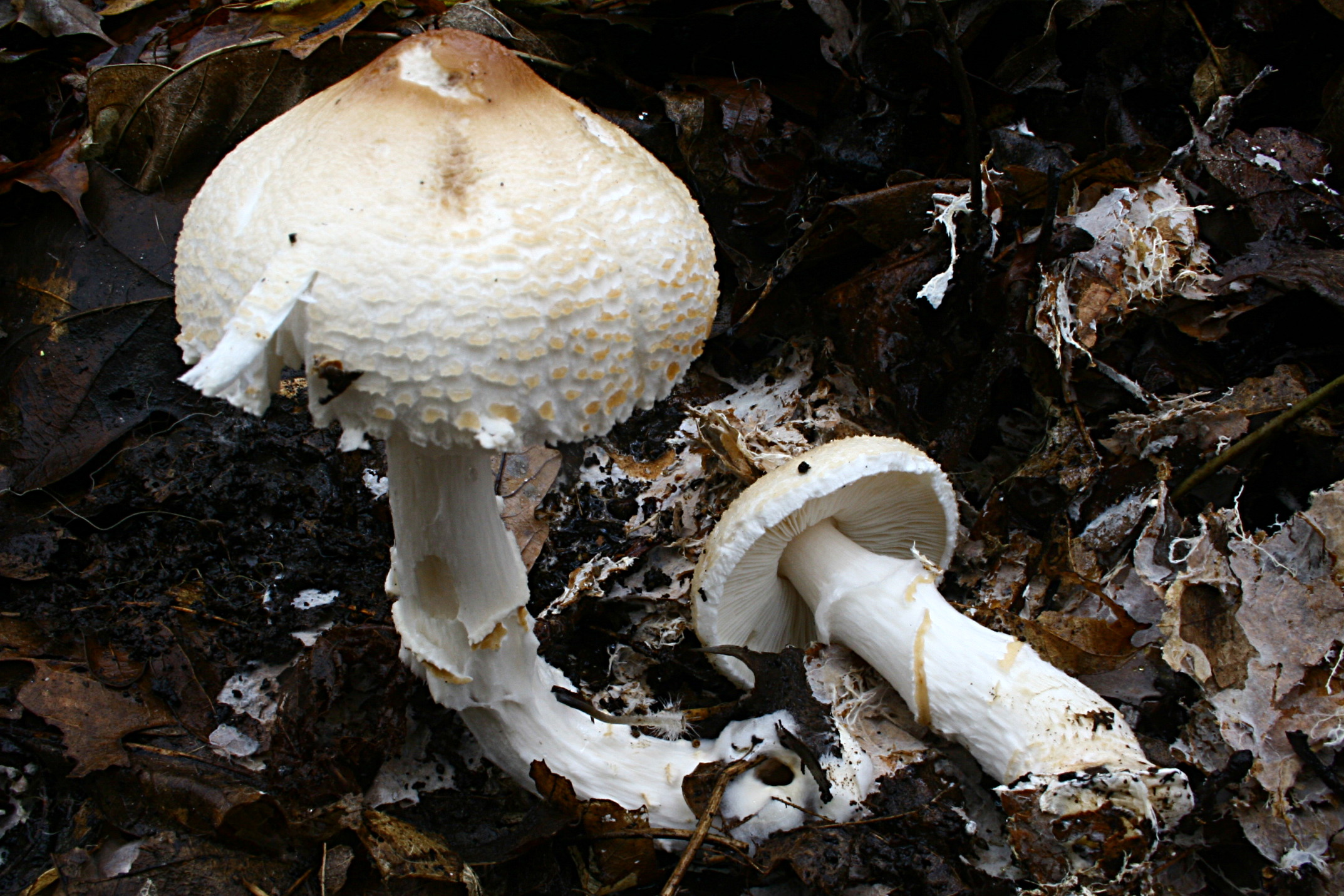
Lepiota ignivolvata
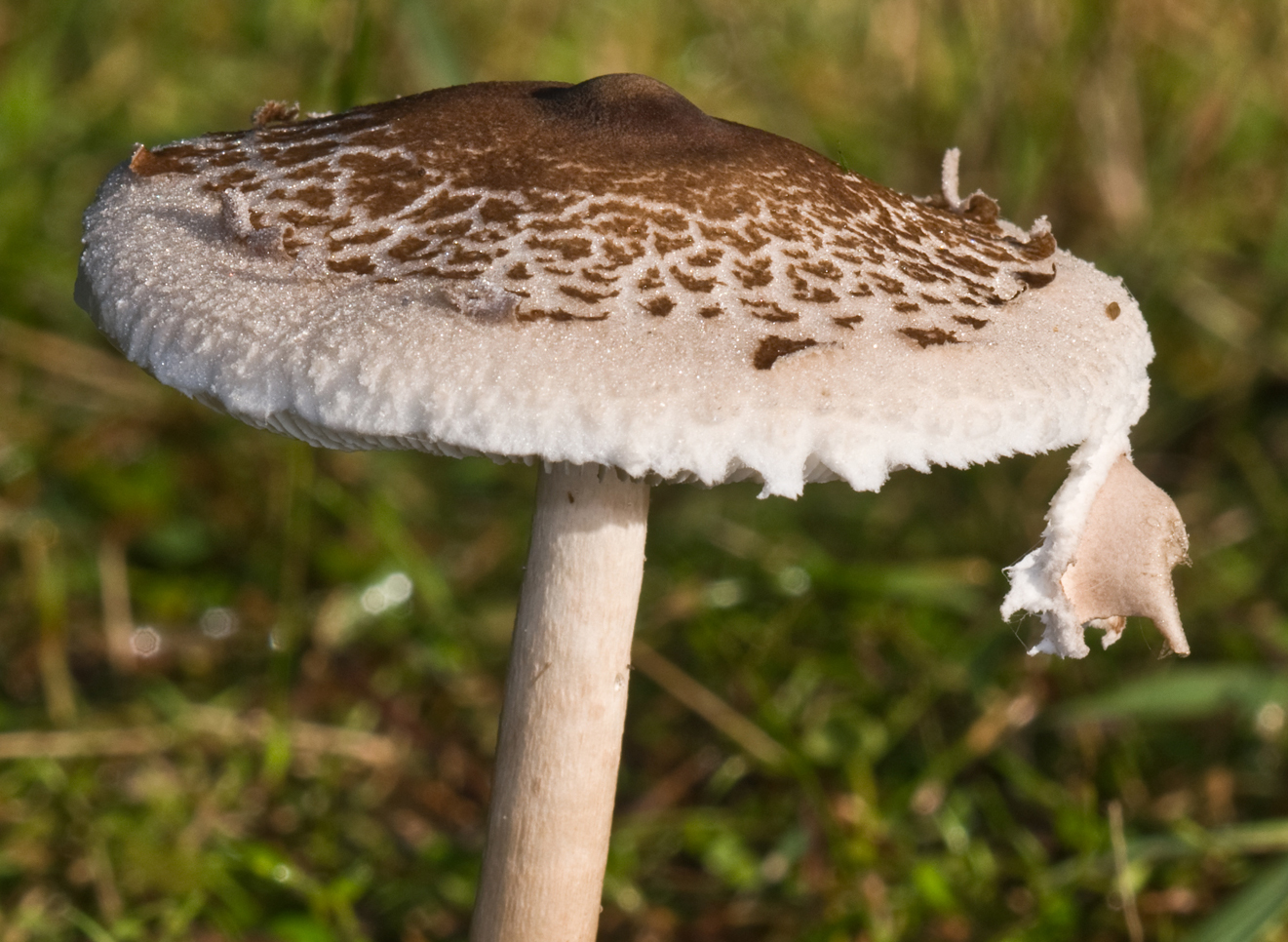
Macrolepiota clelandii
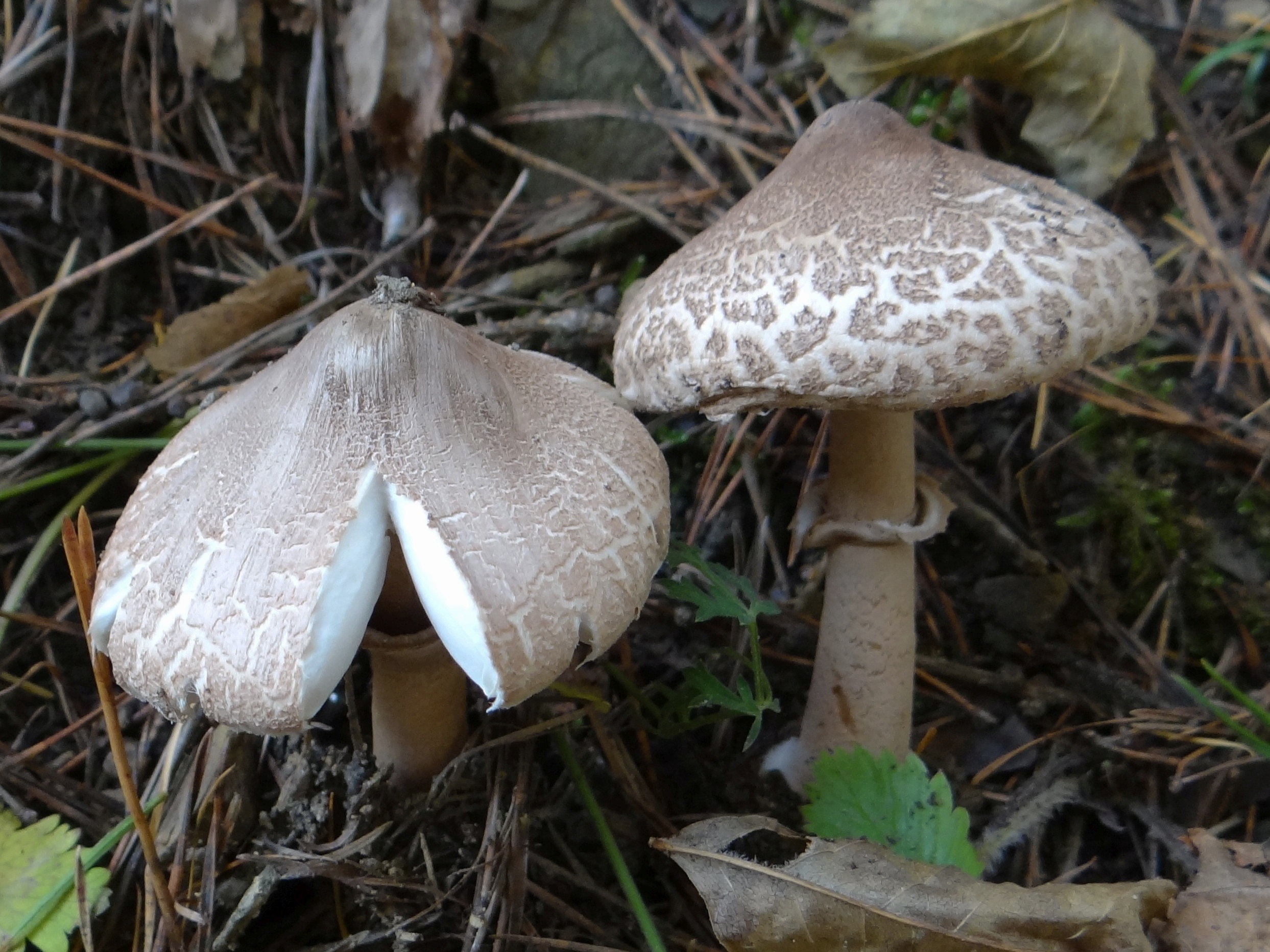
Macrolepiota mastoidea
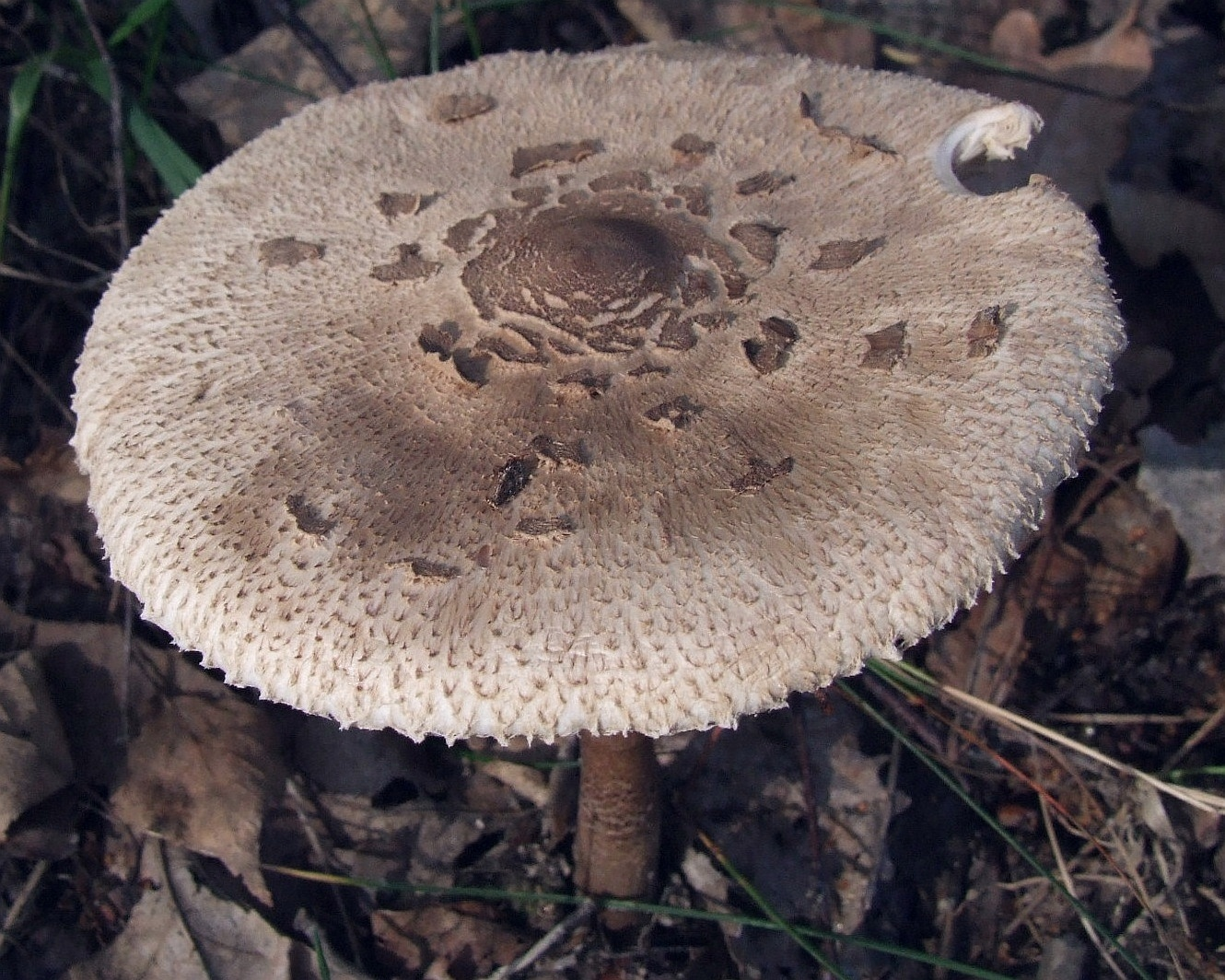
Macrolepiota konradii
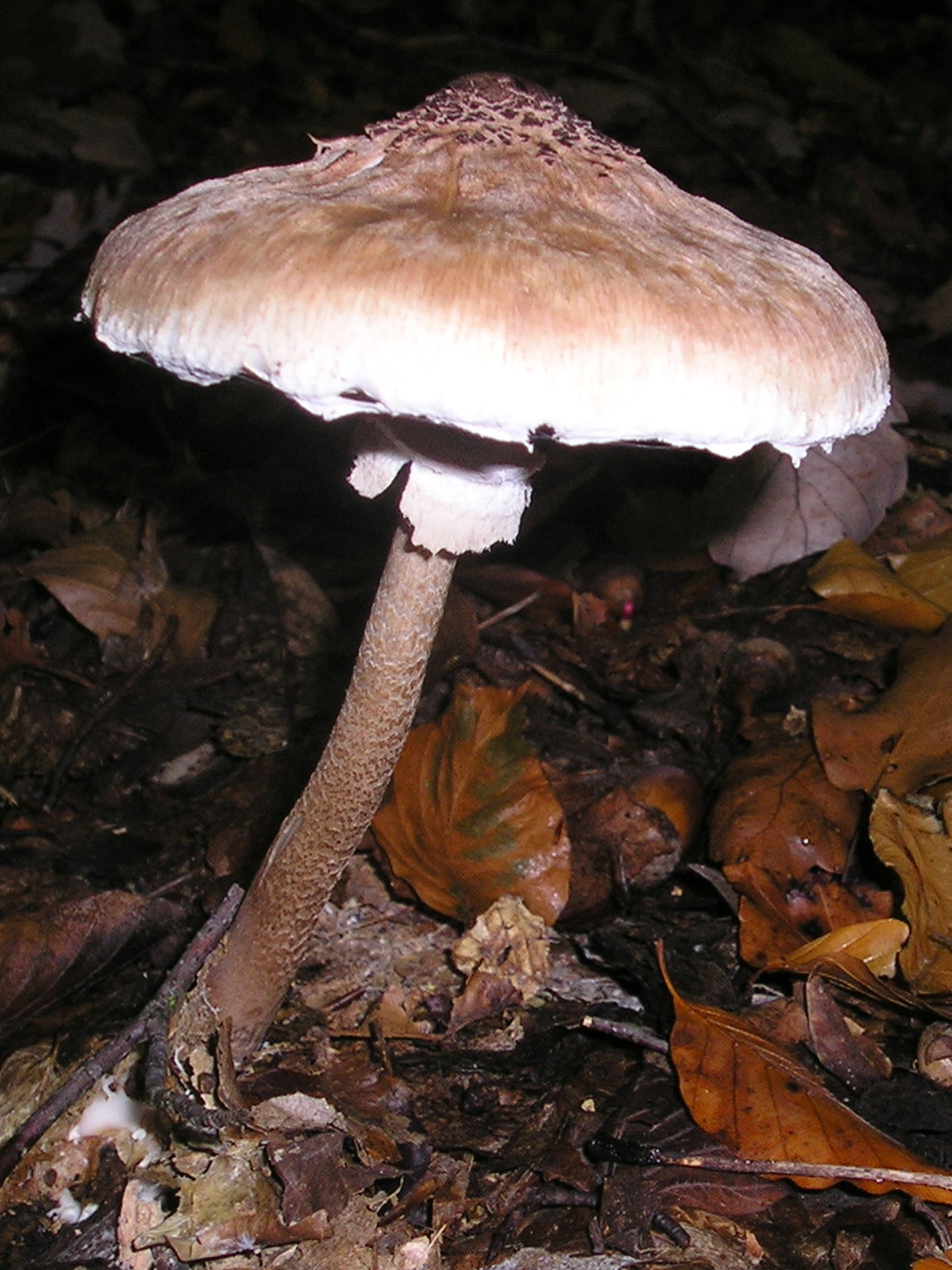
Macrolepiota procera
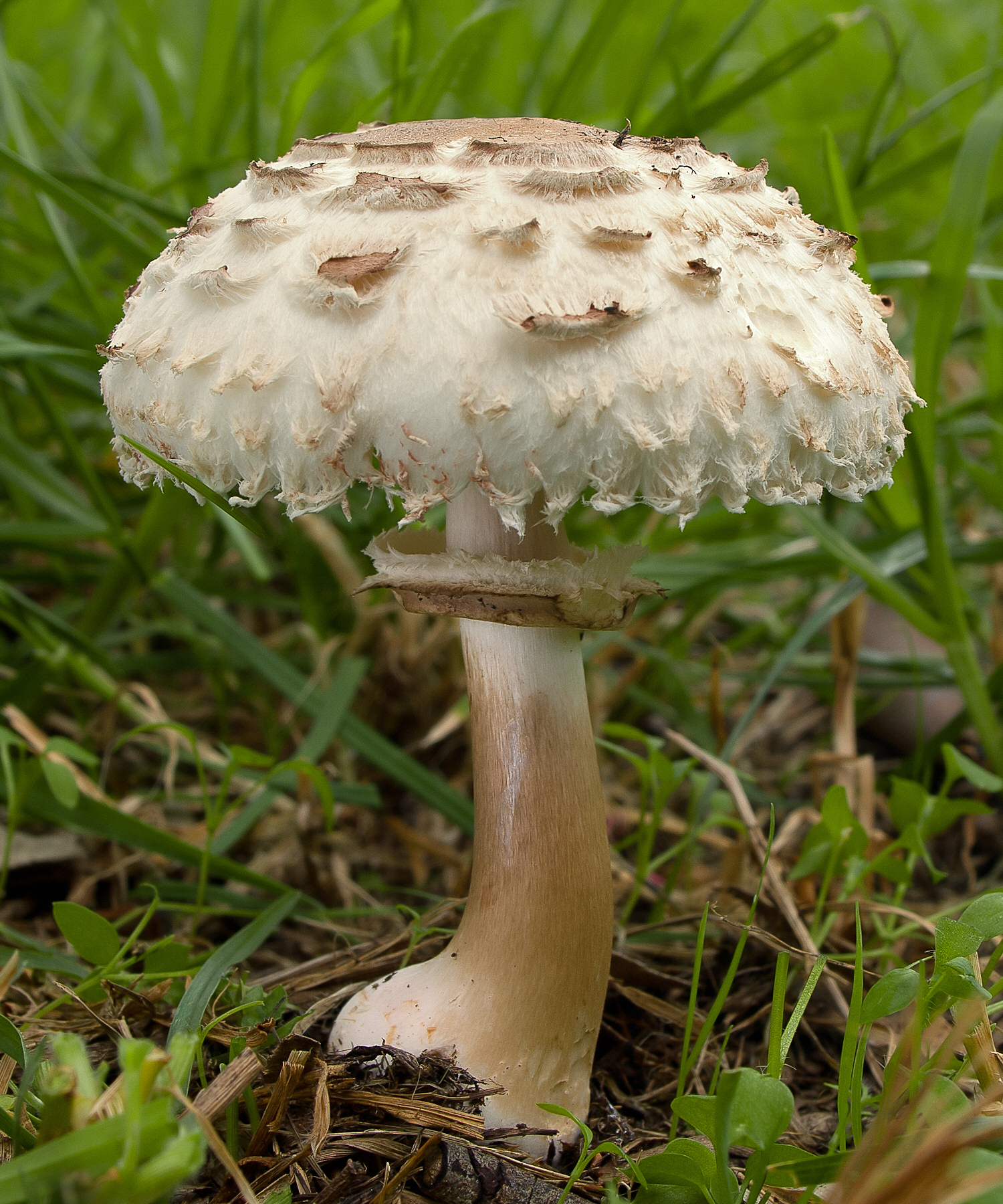
Macrolepiota rhacodes

## Valorificare
Gheba de pășune,dacă este ingerată în stadiu tânăr,este o ciupercă gustoasă care poate fi preparată, conservată sau uscată ca ruda ei apropiată parasolul, nefiind chiar de același nivel culinar ridicat.